# Pleurerythrops constricta
Pleurerythrops constricta är en kräftdjursart som beskrevs av Panampunnayil 1977. Pleurerythrops constricta ingår i släktet Pleurerythrops och familjen Mysidae. Inga underarter finns listade i Catalogue of Life.